# Штейнман, Иоганн Генрих Конрад Готфрид Густав
Иоганн Генрих Конрад Готфрид Густав Штейнман (или Штейнманн) нем. Johann Heinrich Conrad Gottfried Gustav Steinmann; 1856—1929) — немецкий геолог и палеонтолог.

## Биография
Иоганн Генрих Конрад Готфрид Густав Штейнманн родился 6 апреля 1856 года в городе Брауншвейг.
В 1874—1876 годах получил высшее образование получил в Высшей технической школе Брауншвейга, и в Университете Мюнхена (1876—1877), где в 1877 году защитил магистерскую диссертацию.
С 1877 года — ассистент, с 1880 года — приват-доцент Университета Страсбурга.
В 1885 году — экстраординарный профессор минералогии и геологии в Университете Йены.
В 1886 году — ординарный профессор минералогии и геологии Университета Фрайбурга и первый директор Геологического института этого университета.
Производил в 1882—1884 и 1903—1904 годах геологические исследования в Южной Америке (Пампасы, Анды, в Боливии, Чили и Патагонии).
Исследовал Альпы (1897) и Урал и Пиренеи (1900), Скандинавию (1910) и Канаду (1913).
Создал журнал «Geologische Rundschau» (редактор в 1910—1918).
В 1910 году основал многотомное издание по региональной геологии «Handbuch der regionalen Geologie» (существовало до 1937).
Скончался 7 октября 1929 года в городе Бонн.

## Членство в организациях
- 1879 — член Верхнерейнского геологического общества (в 1896—1902 − секретарь, затем почётный член).
- 1883 — корреспондент Национальной академии наук Аргентины.
- 1910 — один из основателей Геологической ассоциации (возглавлял в 1920—1929).
- 1925 — член-корреспондент Российской академии наук, Отделение физико-математических наук по разряду физических наук (геология)[3]
- 1927 — Почётный член Музея Национального университета Ла Платы.
- Председатель Общества естествоиспытателей во Фрайбурге.
- Почетный член Австрийского геологического общества
- Почетный член Геологического общества Перу

## Память
С 1938 года Геологическая ассоциация награждает ученых за выдающийся вклад в общую и региональную геологию — медалью Густава Штейнманна.